# 恒山区
恒山区（こうざん-く）は中華人民共和国黒竜江省鶏西市に位置する市轄区。

## 行政区画
7街道、2郷を管轄：
- 街道：樺木林街道、大恒山街道、小恒山街道、二道河子街道、張新街道、奮闘街道、柳毛街道
- 郷：紅旗郷、柳毛郷

## 交通

### 鉄道
- 中国国家鉄路集団
  - 中国鉄路ハルビン局集団公司
    - 牡佳旅客専用線（中国語版） 鶏西西駅
    - 城鶏線（穆棱方面）- 柳毛駅（中国語版） - 柏家駅（中国語版） -（鶏西方面）